# ایوان دراگو
ایوان دراگو (روسی: Иван Драго) یک شخصیت داستانی روسی شوروی از فیلم‌های راکی است. او برای اولین‌ بار در فیلم ۱۹۸۵ راکی ۴ ظاهر شد، که در آن رقیب راکی است. او همچنین در فیلم کرید۲ ظاهر می‌شود که در آن نقش مربی پسرش ویکتور را دارد. این نقش توسط بازیگر و هنرمند سوئدی دولف لاندگرن به تصویر کشیده شده‌است. در نظرسنجی از قهرمانان سابق وزنه‌برداری سنگین‌وزن و نویسندگان برجسته بوکس، دراگو را به عنوان سومین جنگنده سری فیلم راکی معرفی می‌شود.